# کوین امبلر
کوین امبلر (Kevin Ambler) (زاده ۱۰ مارس ۱۹۶۱)، وکیلی آمریکایی می‌باشد که در تامپا، فلوریدا مستقر است. او در حال حاضر شریک ارشد گروه حقوقی آمبلر است که بر آسیب‌های شخصی، قصور پزشکی، قانون تجارت، دعاوی ساختمانی، داوری تجاری و میانجی گری و امور دولتی تمرکز دارد.
امبلر قبلاً به عنوان یکی از اعضای جمهوری‌خواه مجلس نمایندگان فلوریدا از ۲۰۰۲ تا ۲۰۱۰، به نمایندگی از ناحیه ۴۷ مجلس، واقع در بخش شمال غربی شهرستان هیلزبورو، خدمت می‌کرد. ناحیه ۴۷ مجلس از جوامع کارولوود، چول، ستروسپارک، فارست هیلز، کیستون، لوتز، نورث دل و اودسا تشکیل شده است. امبلر در زمان حضور خود در مجلس فلوریدا، به عنوان رئیس کمیته‌های متعددی، از جمله کمیته مشورتی مشترک قانونگذاری سان ست، کمیته تخصیص مراقبت-های بهداشتی و کمیته سیاست امنیت عمومی و امنیت داخلی خدمت می‌کرد. امبلر همچنین توسط همکارانش به عنوان رئیس هیئت قانونگذاری شهرستان هیلزبورو انتخاب شد.

## زندگی شخصی
کوین امبلر در لس آنجلس، کالیفرنیا به دنیا آمد و در پالم اسپرینگز، کالیفرنیا همراه با مادرش که یک افسر پلیس بود، بزرگ شد. امبلر و خانواده اش در ۱۹۸۶، زمانی که او از یک پایگاه نیروی‌هوایی در جنوب کالیفرنیا به پایگاه نیروی‌هوایی مک‌دیل منتقل شد، به فلوریدا نقل مکان کردند.
در دهه ۱۹۸۰، امبلر در برنامه تلویزیونی کارد شارکز حضور پیدا کرد و در یک مسابقه برنده شد.
او با میندی هانوپل ازدواج کرد و دو فرزند به نام‌های جیسون امبلر و جمی امبلر دارد.

## تحصیلات
کوین امبلر با بورسیهٔ آر او تی سی نیروی‌هوایی، در دانشگاه کرنل ثبت‌نام کرد. امبلر در دوران لیسانس به انجمن برادری فی آلفا امگا پیوست و سرانجام به عنوان رئیس آن، خدمت کرد. امبلر در ۱۹۸۳ مدرک لیسانس اقتصاد خود را از کرنل دریافت کرد. پس از فارغ‌التحصیلی، او به عنوان ستوان دوم در نیروی‌هوایی ایالات متحده مأمور شد.
امبلر در ۱۹۸۶، دکترای حقوق خود را از دانشکده حقوق دانشگاه جنوب‌غربی در لس آنجلس، کالیفرنیا دریافت کرد.
امبلر در پنج سال گذشته در دانشکده حقوق دانشگاه استتسون، به عنوان استادیار رشته حقوق، تدریس کرده‌است.

## خدمات نظامی
مدت کوتاهی پس از فارغ‌التحصیلی از دانشکده حقوق، کوین امبلر به عنوان قاضی نظامی نیروی‌هوایی و در اداره کارکنان قضات نظامی، پایگاه نیروی‌هوایی مک‌دیل منصوب شد. امبلر نزدیک به پنج سال در پایگاه نیروی‌هوایی مک‌دیل مستقر بود و در چندین موقعیت شغلی، خدمت کرد. در طول این مدت، او توسط لوی دادستان کل ایالات متحده به عنوان دستیار ویژهٔ دادستان ایالات متحده منصوب شد و مسئول تعقیب پرونده‌های جنایی علیه غیرنظامیان در دادگاه فدرال بود که در مک‌دیل ای اف بی ایجاد شده بود. بعدها، مسئولیت‌های آمبلر به دفاع از ایالات متحده در دادگاه فدرال در موارد قصور پزشکی و آسیب‌های شخصی ناشی از قانون ادعاهای تخلفات فدرال، گسترش یافت.
امبلر در ۱۹۹۱ به نیروهای ذخیره نیروی‌هوایی منتقل شد.

## حرفه
کوین امبلر حرفه خود را در دفتر خصوصی، به عنوان وکیل دعاوی در ۱۹۹۱ آغاز کرد.
امبلر به عنوان یک عضو از وکلای ایالتی فلوریدا، جورجیا و واشینگتن دی سی خدمت می‌کند و عضو کانون وکلای آمریکا، کانون وکلای شهرستان هیلزبورو و انجمن وکلای دادگاه آمریکا است. او به صورت امتحانی در ستره دادگاه عالی ایالات متحده، دادگاه تجدیدنظر ناحیه یازدهم و دادگاه منطقه‌ای ایالات متحده، برای دادگاه ناحیه میانی فلوریدا، پذیرفته شده‌است.
در ۱۹۹۷، آمبلر برنامه «از یک وکیل بپرسید» کانون وکلای شهرستان هیلزبورو (اچ سی بی ای) را، راه انداخت. در این برنامه که ماهی یک بار پخش می‌شود، وکلایی حاضر می‌شوند که به سوالات حقوقی تماس گیرندگان تلفنی پاسخ می‌دهند. در مارس ۲۰۰۲، آمبلر جایزه «قلب داشته باش» را از کانون وکلای شهرستان هیلزبورو برای خدمات برجسته حرفه‌ای، دریافت کرد.
امبلر قبلاً به عنوان رئیس کمیته امور نظامی وکلای فلوریدا (۲۰۰۲–۲۰۰۳) و رئیس کمیته ارتباط نظامی کانون وکلای شهرستان هیلزبورو (۲۰۰۲–۲۰۰۳) خدمت کرده‌است. او در سه سال از پنج سال گذشته، ریاست بخش حقوق سرگرمی و مالکیت فکری کانون وکلای شهرستان هیلزبورو را بر عهده داشته‌است.
امبلر و شرکتش دارای رتبه‌ای وی، از فهرست راهنمای ملی حقوقی مارتین‌دال-هابل، هستند.

## حرفه سیاسی

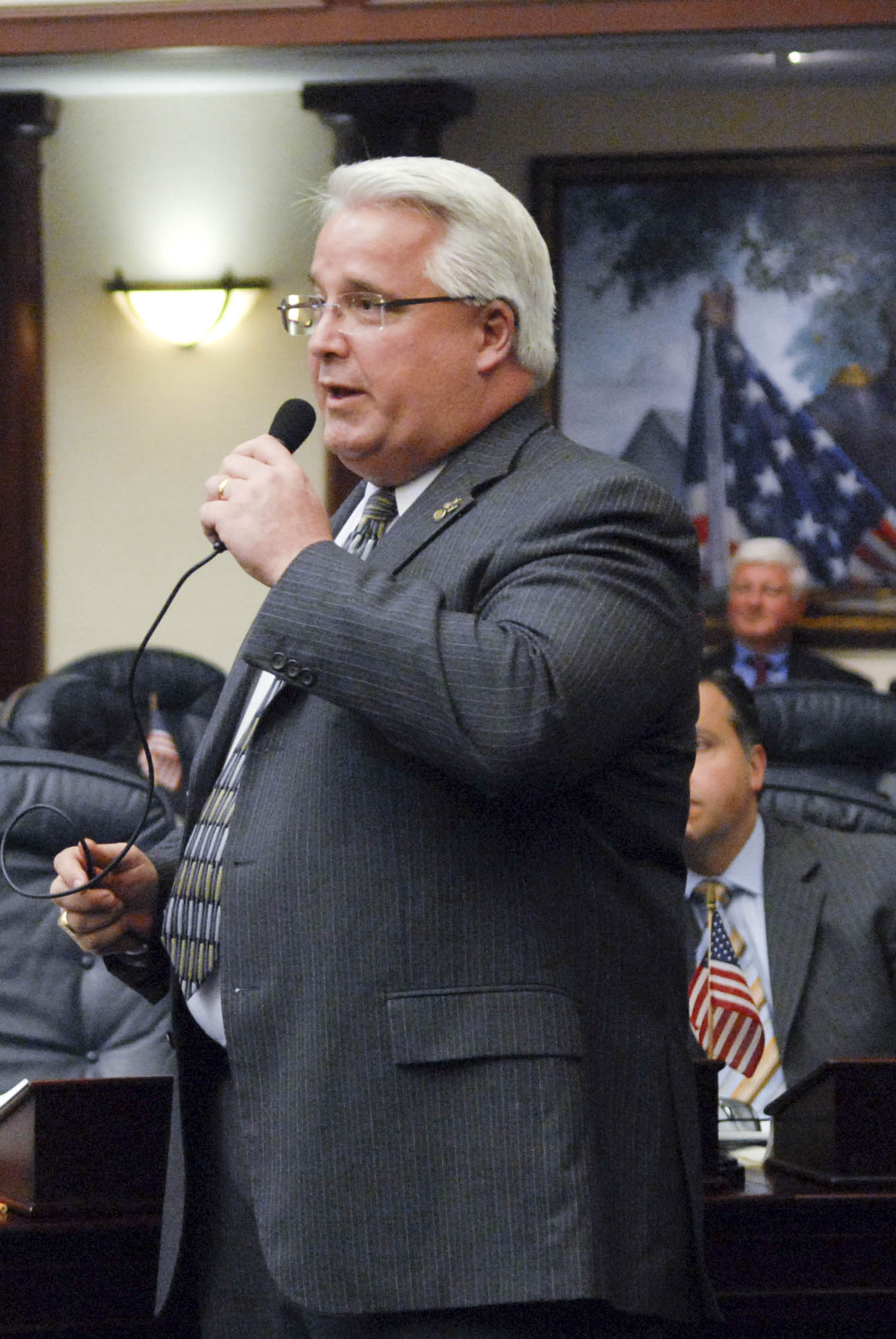
کوین امبلر

کوین آمبلر در گذشته به مدت هفت سال در هیئت مدیره ناحیه مالیاتی ویژه نورثدیل خدمت می‌کرد و در شش سال آن، ریاست آنجا را بر عهده داشته‌است.
امبلر همچنین در هیئت بررسی منشور شهرستان هیلزبورو که شامل ۱۴ عضو بود، خدمت و تغییراتی را در منشور شهرستان، به منظور ایجاد دولت بهتر توصیه می‌کرد.
در ۲۰۰۲، امبلر برای کرسی ناحیه ۴۷ مجلس نمایندگان فلوریدا نامزد شد. او پس از آن در ۲۰۰۴، ۲۰۰۶ و ۲۰۰۸ بازهم در انتخابات پیروز شد.
اگر چه امبلر به خاطر نشان دادن هوش و کوشش، در اولین دوره حضورش توسط قانونگذاران دیگر اعتبار یافت، اما یک خط مستقل از خود نشان داد که برخی از محافظه‌کاران را به اشتباه انداخت. یکی از آن‌ها جانی بیرد (از شهر پلانت) بود که امبلر او را در مورد اصلاحات قصور پزشکی، به چالش کشید. امبلر با آلن بنسه (از شهر پاناما) که برای انتخاب مجدد امبلر بودجه جمع‌آوری می‌کرد، رابطه بهتری داشت. بنسه گفت: «او یک وکیل و سخنران بسیار خوب است. فکر می‌کنم او به نمایندگی از رأی‌دهندگانش در تامپا، فعالیت خوبی انجام داده‌است».

### دستاوردهای قانون‌گذاری
در ۲۹ آوریل ۲۰۰۳، کوین امبلر لایحه ۱۴۷۵ قانون سربازان یونیفرم‌پوش فلوریدا (اف یو اس پی ای) درمجلس نمایندگان را قبول کرد. اف یو اس پی ای، محافظت از ارتشی‌هایی که برای دفاع از ایالات متحده مستقر هستند را تأمین می‌کند. اف یو اس پی ای به چندین نگرانی که، قانونگذار احساس کرد برای محافظت از پرسنل نظامی فلوریدا ضروری است، پاسخ داد. اف یو اس پی ای همچنین حمایت‌های بیشتری را برای مواردی که توسط قانون فدرال ارائه می‌شد، تقویت کرد و حمایت‌ها را گسترش داد تا حوزه‌هایی را که تحت پوشش قانون فدرال نیستند، تحت حمایت قرار بگیرند.